# Промышленно-сельскохозяйственный район (КНР)
Промышленно-сельскохозяйственный район (кит. упр. 工农区, пиньинь gōngnóngqū) — административная единица уездного уровня в Китае. Промышленно-сельскохозяйственные районы создавались в провинции Сычуань в районах, имеющих важное промышленное значение, где по каким-либо причинам нельзя было основать городские структуры.
Существовавшие в провинции Сычуань промышленно-сельскохозяйственные районы:
- Цзинькоухэ (金口河工农区) — существовал в округе Лэшань (乐山地区). В 1985 году округ Лэшань был преобразован в городской округ Лэшань, а промышленно-сельскохозяйственный район Цзинькоухэ стал районом Цзинькоухэ в его составе.
- Хуаюнь (华云工农区) — 1985 году был преобразован в городской уезд Хуаин городского округа Гуанъань.
- Байша (白沙工农区) — в 1993 году был слит с уездом Ваньюань в городской уезд Ваньюань городского округа Дачжоу.